# 奥斯曼渥
奥斯曼渥（Othman Wok，1924年10月8日—2017年4月17日），是新加坡國父之一，政治元老。出生于新加坡。

## 早年
奥斯曼渥从莱佛士书院毕业，在殖民地时代的新加坡曾经是位记者，热衷于写鬼故事。

## 政治生涯
1954年发起成立人民行动党，并在1963至1977年间任社会及文化事物部长。1965年新加坡与马来西亚分家时，奥斯曼渥也曾是分家协议的签署人之一。1977年后他也代表新加坡在印尼当任大使一职3年半。

## 个人評價
新加坡政治第一代建国领袖在完全退出政坛后大都选择低调、简朴的生活方式，没有活跃于社交圈中。奥斯曼渥在2017年4月去世后，遗体安葬于蔡厝港回教坟场。当时，种族和谐资源中心OnePeople.sg也为奥斯曼渥举行追思会，而政府建筑物也都下半旗致哀。